# Stützkow
Stützkow ist ein Wohnplatz im Ortsteil Schöneberg der Stadt Schwedt/Oder im Landkreis Uckermark des Landes Brandenburg. Er liegt am Ostrand der Uckermark an der Hohensaaten-Friedrichsthaler Wasserstraße, einem Teil der Havel-Oder-Wasserstraße. Der 1995 gegründete Nationalpark Unteres Odertal grenzt unmittelbar an die Gemarkung Stützkow.

## Geschichte

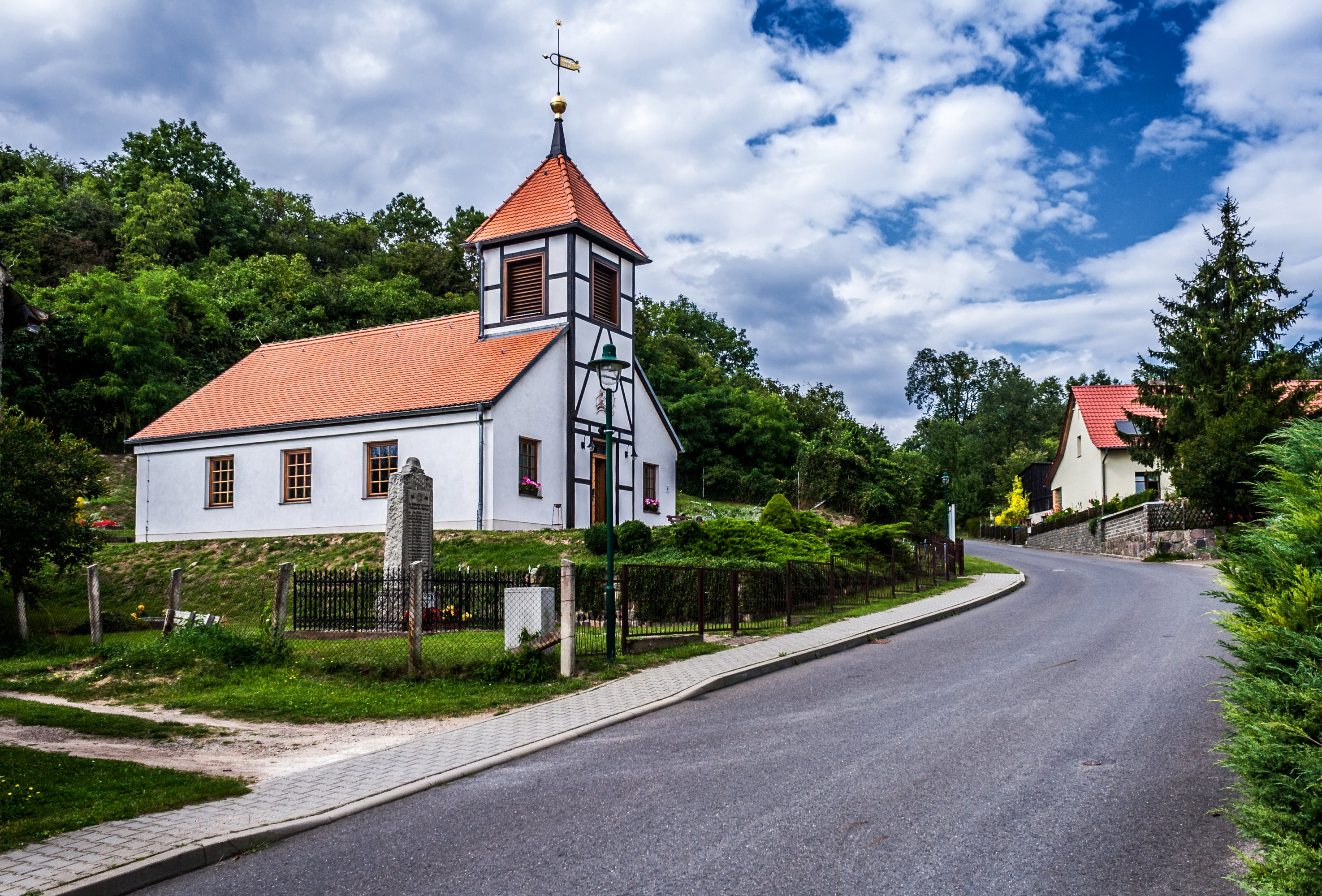
Stützkow Haus am Strom

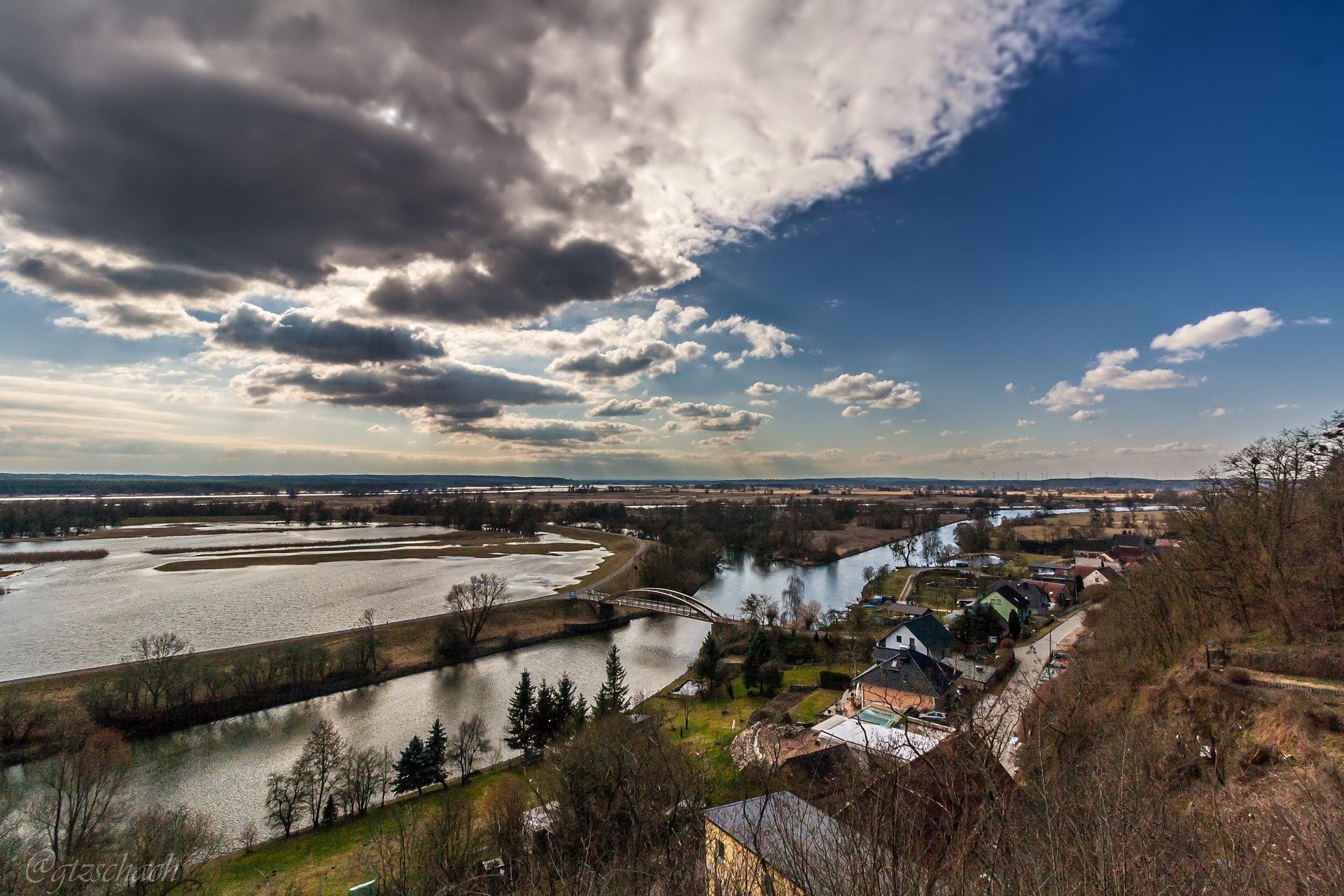
Stützkow am Nationalpark Unteres Odertal

Stützkow wurde erstmals 1354 in einer Abtretungsurkunde Ludwig des Römers von Brandenburg (1330–1365) an den Herzog Barnim III. von Stettin als wendischer Fischerort erwähnt. Damals gehörte es noch nicht zum Fürstentum Brandenburg. Als Besitzer von Stützkow werden im Laufe der Zeit die folgenden Adelsfamilien genannt: von Suringk, von Buch, von Aschersleben, von Risselmann, Graf Reinhard Finck von Finckenstein. Letzte Besitzerin war Frau von Langenn-Steinkeller (1926 bis 1945).
Stützkow hatte 1527 zehn Hufen; 1598 lebten dort 20 Kossäten, von denen 16 der Adelsfamilie von Aschersleben und vier denen von Buch zinsbar waren. Seit dem Ende des 17. Jahrhunderts gehörte das Dorf zum Gute in Crussow. Im Dreißigjährigen Krieg hatte Stützkow schwer zu leiden. Von damals 21 Fischern blieben nur vier im Dorf.
Fast 200 Jahre später – 1805 – waren es erst wieder 13 Fischer, fünf Kätner und fünf Einlieger. Dafür hatte Stützkow jetzt auch einen Krug. 1861 betrug die Einwohnerzahl wieder 240. Daran änderte sich bis ins 20. Jahrhundert wenig, doch dann ging es rapide abwärts: 1925 waren es 296 Einwohner, 1939 nur noch 191, 1996 nur noch 46.
In der Zeit der französischen Besetzung vor 1813 retteten die Fischer von Stützkow und Lunow sowie der Besitzer des Nachbargutes Neu-Galow in dunklen Winternächten auf ihren Kähnen flüchtige preußische Soldaten über die Oder vor der sicheren Gefangennahme. Für diese Tat wurde den Gemeinden das „Goldene Zivilehrenzeichen 1. Klasse“ verliehen.
Im Zweiten Weltkrieg hatte Stützkow schwer zu leiden; dennoch spendeten die Dorfbewohner 1948 1.500 Mark für die Instandsetzung der Dorfkirche.
1952 wurde der Ort mit dem ehemaligen Gut Neugalow zusammengelegt. Am 1. Juni 1973 wurde Stützkow in die Gemeinde Schöneberg eingegliedert.
Im Jahr 2001 wurde das Gemeindehaus (Haus am Strom) fertiggestellt, dessen Form einer Kirche ähnelt. Die Gemeinde Schöneberg wurde am 1. Januar 2021 nach Schwedt/Oder eingemeindet.
Bevölkerungsentwicklung
| Jahr          | 1875 | 1890 | 1910 | 1925 | 1933 | 1946 | 2006 |
| Einwohnerzahl | 353  | 313  | 267  | 296  | 220  | 189  | 53   |